# Kobyla Wola
Kobyla Wola (prononciation : [kɔˈbɨla ˈvɔla]) est un village polonais de la gmina de Górzno dans le powiat de Garwolin de la voïvodie de Mazovie dans le centre-est de la Pologne.
Il se situe à environ 5 kilomètres à l'ouest de Górzno (siège de la gmina), 7 kilomètres au sud de Garwolin (siège du powiat) et à 62 kilomètres au sud-est de Varsovie (capitale de la Pologne).
Le village possède une population de 351 habitants en 2009.

## Histoire
De 1975 à 1998, le village appartenait administrativement à la voïvodie de Siedlce.